# Nedvědička
Nedvědička na horním toku nazývaná též Zuberský potok je říčka v okresech Žďár nad Sázavou a Brno-venkov na Moravě v České republice. Je to pravostranný přítok Svratky. Délka toku je 28,5 km. Plocha povodí měří 84,3 km².

## Průběh toku
Nedvědička pramení v lesích severně od obce Zubří v nadmořské výšce okolo 700 m. Říčka teče převážně jihovýchodním směrem. Na horním toku napájí velký Zuberský rybník. U obce Rozsochy posiluje její tok zleva Rozsošský potok. Dále v Rožné přibírá zprava svůj největší přítok potok Rožínku. Odtud proudí hlubokým údolím k obci Věžná, pod kterou se obrací na východ. V tomto úseku se nad jejím údolím tyčí hrad Pernštejn. Nedaleko odtud v Nedvědici ústí do Svratky na jejím říčním kilometru 95,5.

### Větší přítoky
- levé – Rozsošský potok, Zlatkovský potok, Žlebský potok
- pravé – Rožínka

## Využití
Pramenná část toku ve Žďárských vrších je pro odpočinek a rekreaci velmi využívaná chataři i turisty. Ve střední části se poblíž Rožné nachází úpravna uranových rud z místních uranových dolů s obrovskými odkalovacími nádržemi, která celé údolí velmi znehodnocuje. Těsně před Nedvědicí se na úbočí nad potokem nachází hrad Pernštejn.